# Endophyllum pampeanum
Endophyllum pampeanum är en svampart som först beskrevs av Speg., och fick sitt nu gällande namn av J.C. Lindq. 1963. Endophyllum pampeanum ingår i släktet Endophyllum och familjen Pucciniaceae.   Inga underarter finns listade i Catalogue of Life.